# جهاز الأمن الخارجي
جهاز الامن الاخارجي هي جهاز مخابرات ليبية خلال حُكم معمر القذافي. خلال الحرب الأهلية الليبية؛ اعتُقل مدير الوكالة السيد أبو زيد عمر دوردة على يدِ قوات الثوار الليبيين ثم قام الثوار بإسقاط الجهاز تمامًا وتدميره في آب/أغسطس 2011.

## الخليفة
تركزت خدمة أجهزة الاستخبارات في ظل الحكومة المؤقتة في التالي:
- حماية الأمن الخارجي
- حماية الأمن الداخلي
- الإشراف على المديرية العامة للاستخبارات العسكرية